# ميساء صابرين
ميساء صابرين هي اقتصادية سوريَّة عُينت حاكمًا لمصرف سورية المركزي في 30 ديسمبر عام 2024 في حكومة تصريف الأعمال السورية بعد سقوط نظام الأسد. ويعتبر تعيينها حدثًا تاريخيًا، إذ أنها المرة الأولى في تاريخ المؤسسة الممتد لأكثر من 70 عامًا تشغل فيها امرأة هذا المنصب.
قدَّمت ميساء استقالتها من منصبها كحاكم مصرف سوريا المركزي في يوم 27 مارس 2025، وذلك بعد أقل من 3 أشهر على توليها منصبها على نحو مؤقت.
وشغلت سابقًا عضوية مجلس إدارة سوق دمشق للأوراق المالية ممثلة عن مصرف سورية المركزي منذ ديسمبر (كانون الأول) 2018.

## حياتها المهنية
حصلت ميساء صابرين على درجة الماجستير في المحاسبة من جامعة دمشق وهي محاسبة قانونية معتمدة.
قبل توليها منصب حاكم مصرف سوريا المركزي، كانت صابرين عضوًا في مجلس إدارة سوق دمشق للأوراق المالية منذ ديسمبر 2018، حيث مثلت البنك المركزي. كما شغلت منصب نائب محافظ البنك المركزي، ولعبت دورًا رئيسيًا في صياغة السياسة النقدية والإشراف على الأطر التنظيمية المالية. وقد خلفت صابرين محمد عصام هزيمة، الذي عينه الرئيس الهارب بشار الأسد في هذا المنصب في عام 2021.